# Serafino Cretoni
Serafino Cretoni (Soriano nel Cimino, 4 settembre 1833 – Roma, 3 febbraio 1909) è stato un cardinale e arcivescovo cattolico italiano.

## Biografia
Nacque a Soriano il 4 settembre 1833.
Papa Leone XIII lo elevò al rango di cardinale nel concistoro del 22 giugno 1896.
Morì il 3 febbraio 1909 all'età di 75 anni. Dopo le esequie, la salma venne tumulata nel sacello di Propaganda Fide nel cimitero del Verano.

## Genealogia episcopale e successione apostolica
La genealogia episcopale è:
- Cardinale Scipione Rebiba
- Cardinale Giulio Antonio Santori
- Cardinale Girolamo Bernerio, O.P.
- Arcivescovo Galeazzo Sanvitale
- Cardinale Ludovico Ludovisi
- Cardinale Luigi Caetani
- Cardinale Ulderico Carpegna
- Cardinale Paluzzo Paluzzi Altieri degli Albertoni
- Papa Benedetto XIII
- Papa Benedetto XIV
- Cardinale Enrico Enriquez
- Arcivescovo Manuel Quintano Bonifaz
- Cardinale Buenaventura Córdoba Espinosa de la Cerda
- Cardinale Giuseppe Maria Doria Pamphilj
- Papa Pio VIII
- Papa Pio IX
- Cardinale Raffaele Monaco La Valletta
- Cardinale Serafino Cretoni

La successione apostolica è:
- Vescovo José Ramón Quesada y Gascón (1894)
- Vescovo Toribio Minguella y Arnedo, O.A.R. (1894)
- Vescovo Nicolás Rey y Redondo (1894)
- Vescovo Ramón Ríu y Cabanas (1895)
- Vescovo Pascual Carrascosa y Gabaldón (1896)
- Vescovo Casimiro Piñera y Naredo (1896)
- Vescovo Giovanni Battista Ressia (1897)
- Vescovo Giuseppe Capecci, O.E.S.A. (1897)
- Arcivescovo Paolo Schinosi (1897)
- Arcivescovo Carmelo Pujia (1898)
- Vescovo Francesco di Mento (1899)
- Vescovo Emanuele Merra (1899)
- Vescovo Francesco di Costanzo (1899)